# Kampinoski Park Narodowy
Kampinoski Park Narodowy – polski park narodowy utworzony w 1959 roku w województwie warszawskim (obecnie województwo mazowieckie).
21 stycznia 2000 roku KPN został wpisany na światową listę rezerwatów biosfery UNESCO.
Obejmuje tereny Puszczy Kampinoskiej w pradolinie Wisły, w zachodniej części Kotliny Warszawskiej. W puszczy, która jest pozostałością po Puszczy Mazowieckiej, zaczęto karczowanie polan, uprawę ziemi i budowę osad w XVII w. Osady rozrastały się w miarę powiększania areału rolnego. W XX wieku sytuacja uległa zmianie. Od końca lat 70. ziemia jest wykupowana przez KPN i stopniowo zalesiana, a osadnictwo ograniczane. Na odtworzenie boru potrzeba 150 lat, by powstał najbardziej cenny drzewostan grądowy – 350 do 400 lat. Powierzchnia parku wynosi 38 544,33 ha, z czego 72,40 ha przypada na Ośrodek Hodowli Żubrów w Smardzewicach w województwie łódzkim. Powierzchnia otuliny – 37 756 ha.
Wydmy powstałe w pradolinie Wisły i obszary bagienne są najbardziej charakterystycznymi elementami tutejszego krajobrazu. Wydmy Parku uważane są za najlepiej zachowany kompleks wydm śródlądowych w skali Europy. Tak kontrastowe środowiska sprzyjają różnorodności świata roślin i zwierząt. Bagna porośnięte są roślinnością łąkową, turzycami, zaroślami i lasami bagiennymi, do których należą występujące w Parku lasy olsowe i łęgowe. Najczęściej spotykanym w Puszczy Kampinoskiej zespołem leśnym jest kontynentalny bór sosnowy świeży. Z dębów stanowiących tu ważną domieszkę – około 10% – występują trzy gatunki, dwa rodzime: dąb szypułkowy i dąb bezszypułkowy oraz pochodzący z Ameryki dąb czerwony.

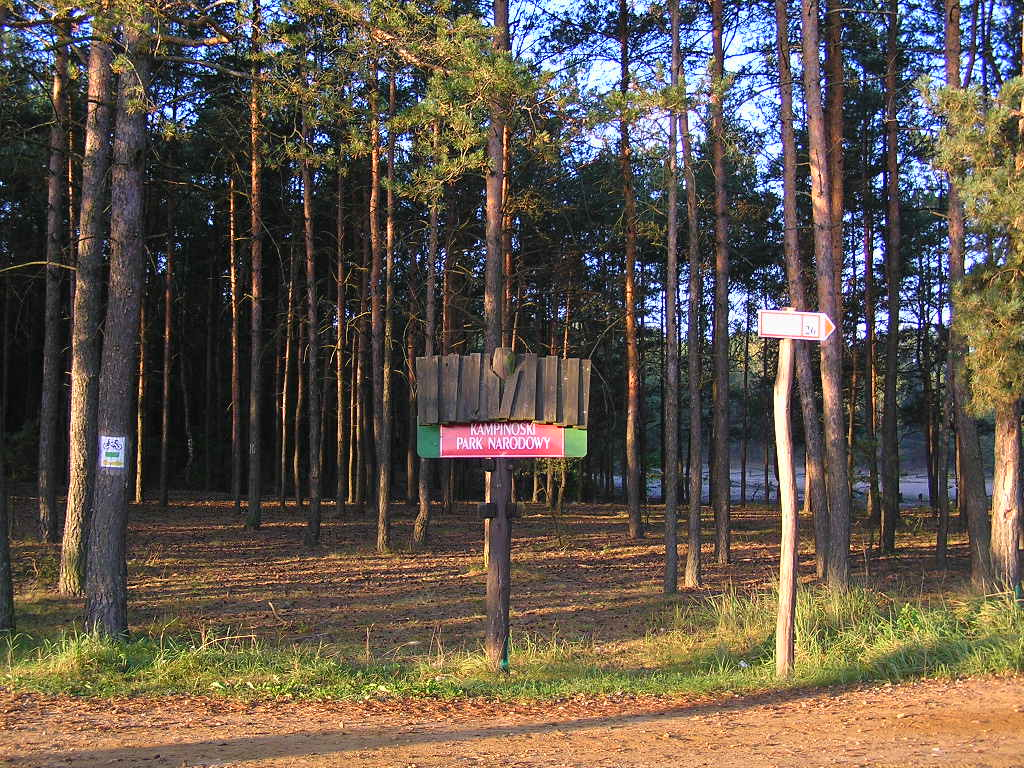
Kampinoski Park Narodowy

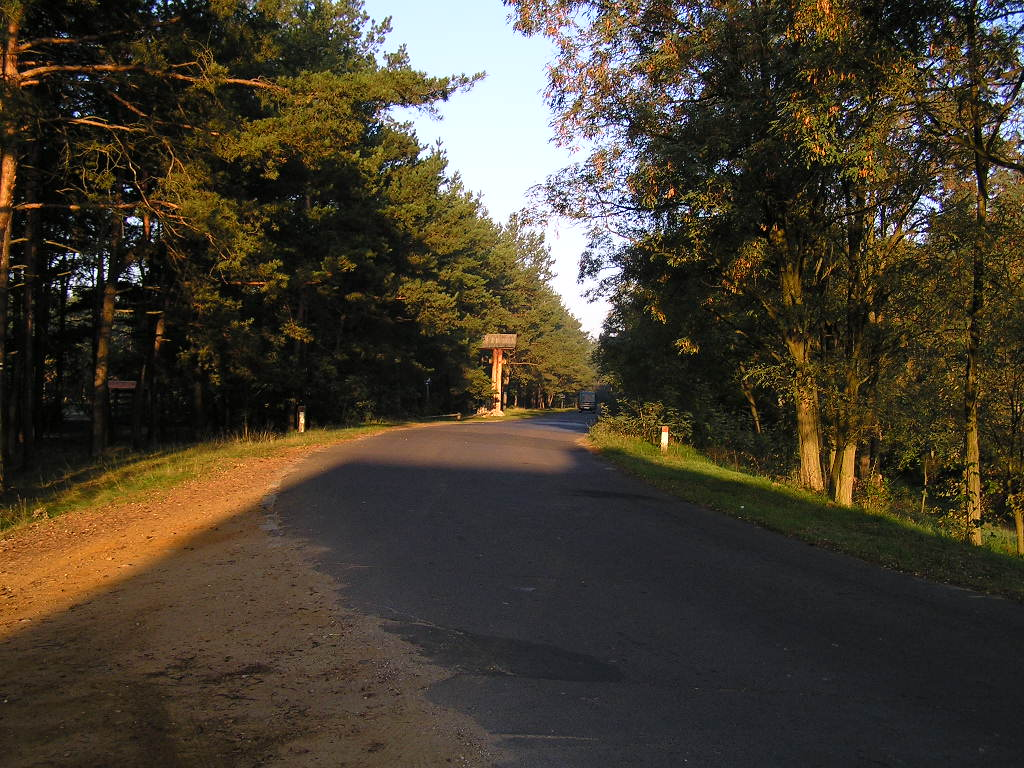
Kampinoski Park Narodowy – okolice Palmir

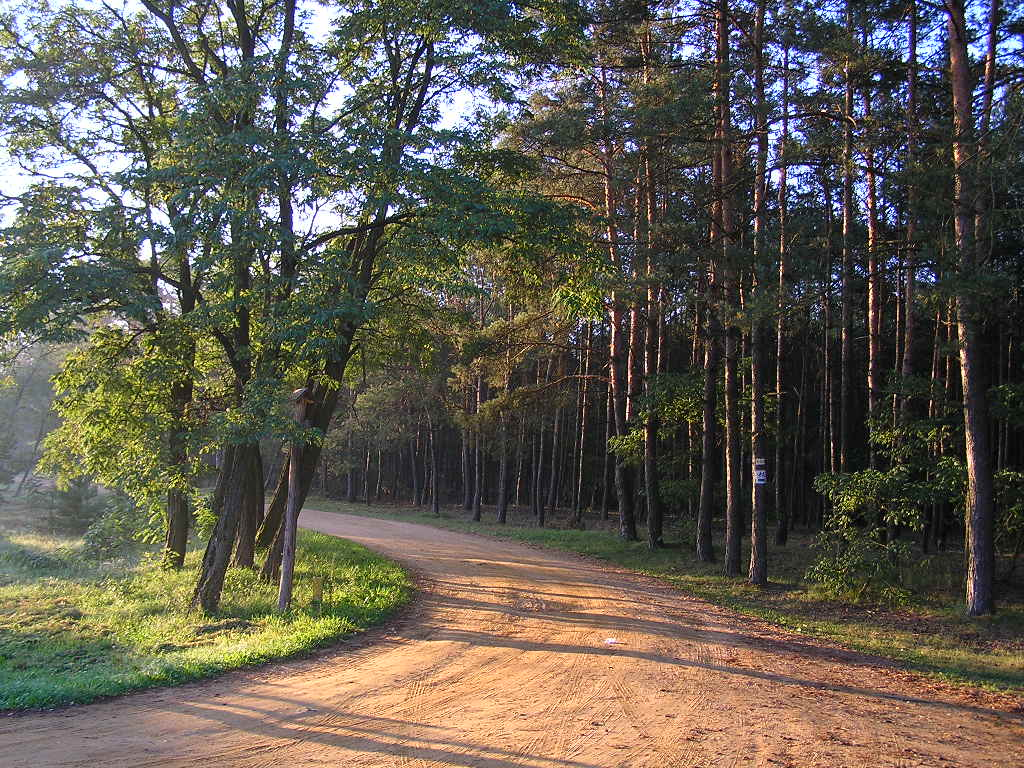
Kampinoski Park Narodowy – okolice Palmir

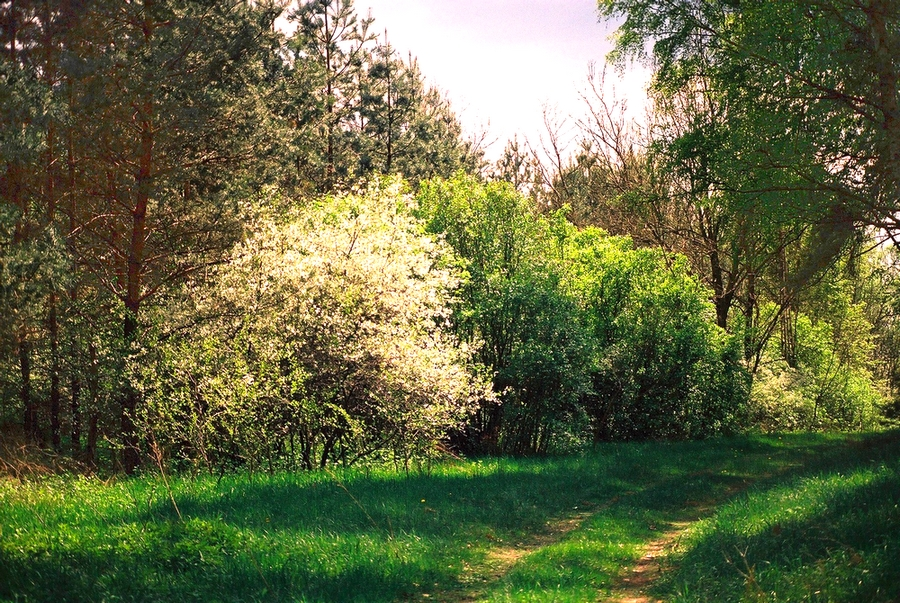
Kampinoski Park Narodowy w wiosennej szacie

Park i dolina nieuregulowanej Wisły ze starorzeczami, piaszczystymi łachami, wyspami i zaroślami stanowią ważne miejsce bytowania wielu zwierząt. Wśród nich znajdują się gatunki przywrócone naturze: łoś – będący symbolem parku, bóbr oraz ryś.
Tereny Parku mają bogatą historię, związaną z walkami o niepodległość. Miały tu miejsce walki powstańcze w 1794 i 1863, walki armii Poznań we wrześniu 1939, a także walki w 1944. Znajdują się tu: mogiły powstańców z 1863, cmentarz partyzantów, jak również cmentarz w Palmirach, na którym spoczywają Polacy rozstrzelani przez Niemców w latach 1939–1944.
Na terenie parku dozwolona jest turystyka piesza, rowerowa i konna. Służą jej znakowane szlaki turystyczne o długości około 360 km oraz Kampinoski Szlak Rowerowy o długości 144,5 km. W okresie wiosenno-letnim bardzo atrakcyjnym środkiem dojazdu na północno-zachodni skraj parku, do Wilczy Tułowskich, jest zabytkowa Sochaczewska Kolej Muzealna.
Obszar parku został uznany przez Parlament Europejski za ostoję ptaków o randze europejskiej. W 2000 KPN wraz z otuliną został wpisany na listę rezerwatów biosfery jako Rezerwat Biosfery „Puszcza Kampinoska”. Strefę centralną rezerwatu tworzą obszary ochrony ścisłej parku, strefę buforową obszary ochrony częściowej i krajobrazowej, zaś strefą przejściową jest otulina. Strefami ochrony ścisłej uznano 22 obszary o łącznej powierzchni 4636 ha (ok. 12% powierzchni Parku).

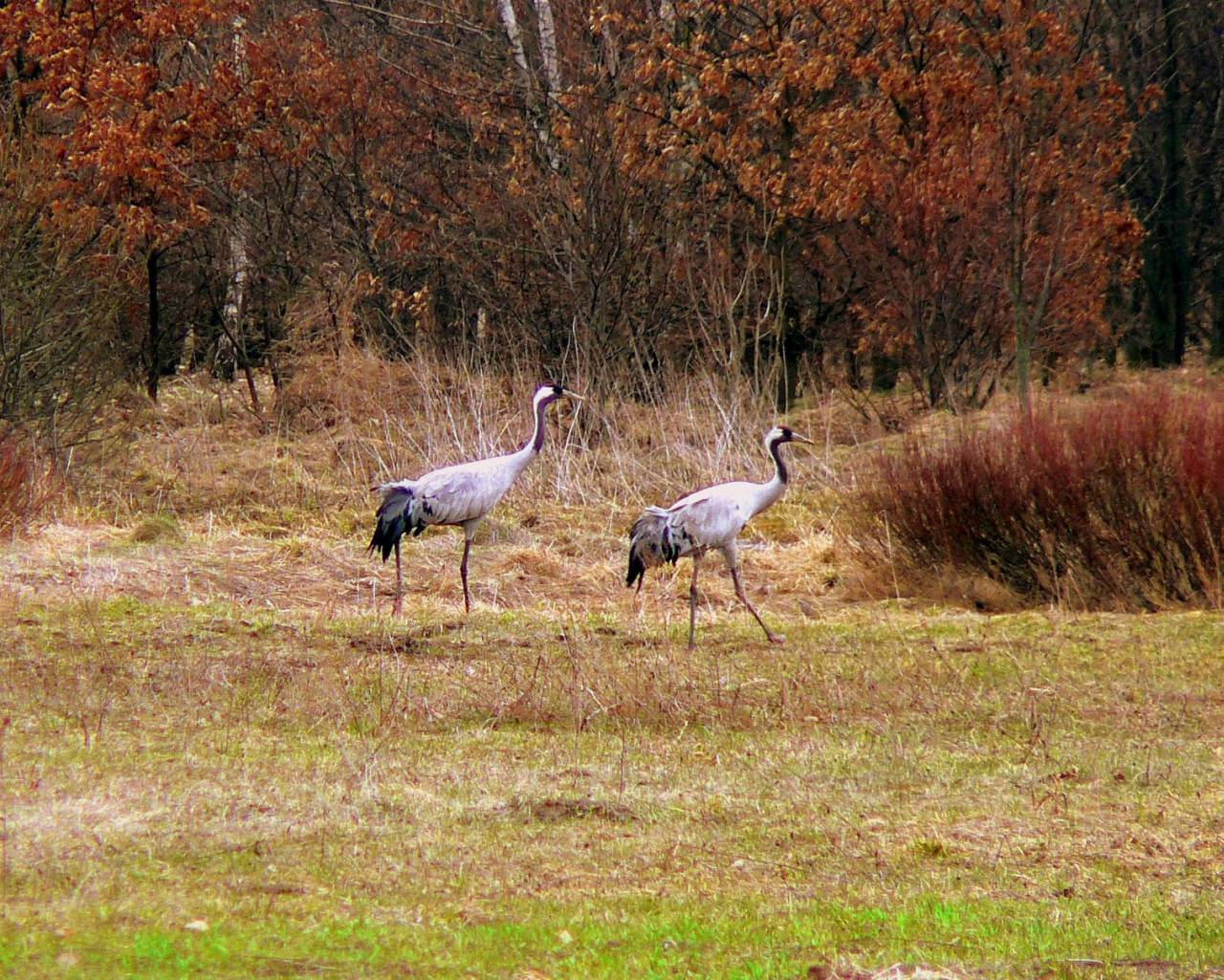
Żurawie koło OOŚ „Żurawiowe”

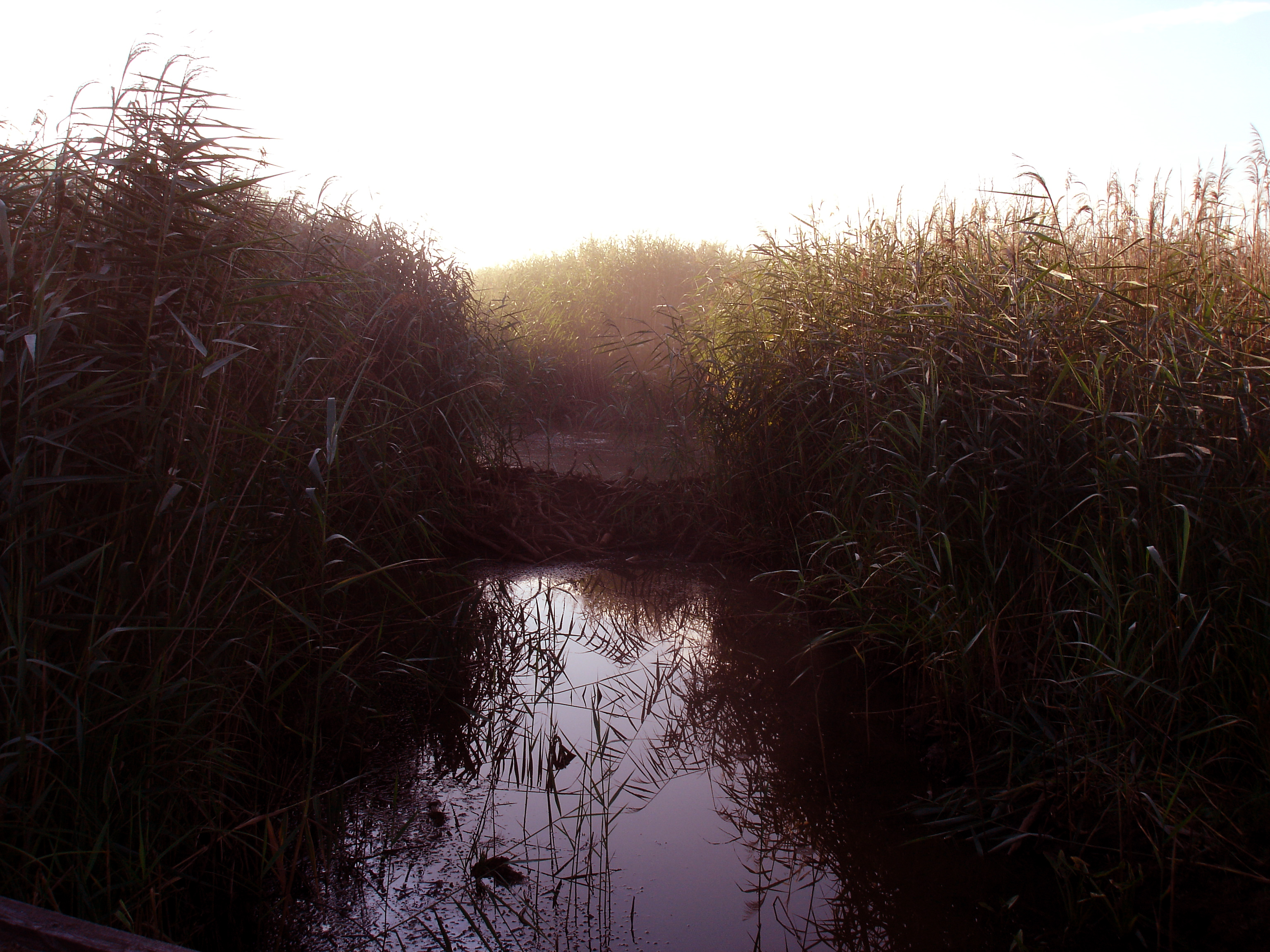
Kanał Zaborowski

## Historia
W latach trzydziestych utworzono w Puszczy Kampinoskiej pierwsze rezerwaty (Granica, Sieraków, Zamczysko) za sprawą badań Romana (badania florystyczno-fitosocjologiczne) i Jadwigi (badania geomorfologiczno-geologiczne) Kobendzów.
Park został powołany rozporządzeniem Rady Ministrów z dnia 16 stycznia 1959 roku. Został założony na powierzchni 407 km². Rozporządzeniem Rady Ministrów z dnia 25 września 1997 jego powierzchnia została zmieniona na 385,4433 km².

## Położenie
Pierwotnie położony w powiatach nowodworskim, pruszkowskim i sochaczewskim w województwie warszawskim. Rozciąga się na północny zachód od Warszawy. Pokrywa się z terenami Puszczy Kampinoskiej.

## Środowisko abiotyczne
Na terenie parku występują wydmy (paraboliczne i wały wydmowe) i bagna. Grochalskie Piachy to największy obszar piaszczystych wydm w Polsce, który uważany jest za jedną z najlepiej zachowanych formacji wydm śródlądowych w Europie (kręcono tu sceny do filmu Operacja Samum w reżyserii Władysława Pasikowskiego). Wydmy porośnięte są borem sosnowym, a w części odsłoniętej niską roślinnością: turzyca wiosenna, goździk kartuzek, macierzanka piaskowa, torfowce, borówka bagienna. Wysokość wydm parabolicznych sięga 30 metrów.

### Gleby i budowa geologiczna
Na terenie Kampinoskiego Parku Narodowego występują zwykle kwaśne i mało żyzne gleby wytworzone z piasków eolicznych: gleby rdzawe i bielicowe oraz gleby gruntowo-glejowe. Można spotkać też: czarne ziemie, mułowe, torfowe, murszowe i murszowate, a czasem mady rzeczne.

## Flora i fauna

### Fauna
Ssaki:
- łoś (od 1951)
- bóbr (w kwietniu 1980 r. wypuszczonych zostało 7 osobników)[12]
- ryś (od 1992)
- wilk[13]
- wydra europejska
- kuna leśna
- lis
- jeż wschodni
- jenot azjatycki
- sarna
- jeleń
- dzik
- nietoperze
- borsuk europejski

Ptaki:
- sowa błotna
- bocian czarny
- bocian biały
- żuraw
- derkacz
- bąk zwyczajny
- bączek
- zimorodek zwyczajny
- wodniczka
- orlik krzykliwy
- błotniak
- rybitwy
- dzięcioły
- puchacz

### Flora
Lasy zajmują 73,1% powierzchni Kampinoskiego Parku Narodowego. Dominującym siedliskiem roślinnym jest bór świeży. Z dotychczas zarejestrowanych na terenie Parku 1442 gatunków roślin naczyniowych wyginęło co najmniej 30 gatunków, z czego 14 to taksony chronione. 103 gatunki uznano za zagrożone. Związane one były głównie z siedliskami i zbiorowiskami wilgotnymi lub mokrymi.
Niektóre gatunki flory KPN
drzewa:
- dąb
- brzoza
- jesion
- olcha
- topola

relikty glacjalne:
- chamedafne północna
- zimoziół północny
- goździk piaskowy
- łyszczec baldachogronowy
- sasanka łąkowa
- wężymord stepowy
- owsica łąkowa
- wiśnia kwaśna

element subatlantycki:
- goździeniec okółkowy
- chroszcz nagołodygowy
- skalnica ziarnista
- wąkrota zwyczajna
- prosiennicznik nagi
- tomka oścista

gatunki subkontynentalne (oprócz ww. reliktów):
- leniec bezpodkwiatkowy
- krwawnik pannoński
- kocanki piaskowe

gatunki górskie:
- paproć górska
- paprotnik kolczysty
- nerecznica górska
- świerzbnica leśna
- pępawa miękka

gatunki borealne i borealno-górskie:
- widłak goździsty
- nerecznica grzebieniasta
- wierzba czarniawa
- pomocnik baldaszkowy

## Formy ochrony przyrody
Park jest obszarem Natura 2000 („Puszcza Kampinoska” PLC140001) oraz Rezerwatem Biosfery.
Na terenie Kampinoskiego Parku Narodowego znajdują się 22 obszary ochrony ścisłej (dawne rezerwaty ścisłe) o łącznej powierzchni 4636 ha, co stanowi 12% obszaru Parku. Należą do nich:
- Biela
- Cyganka
- Czapliniec
- Czarna Woda

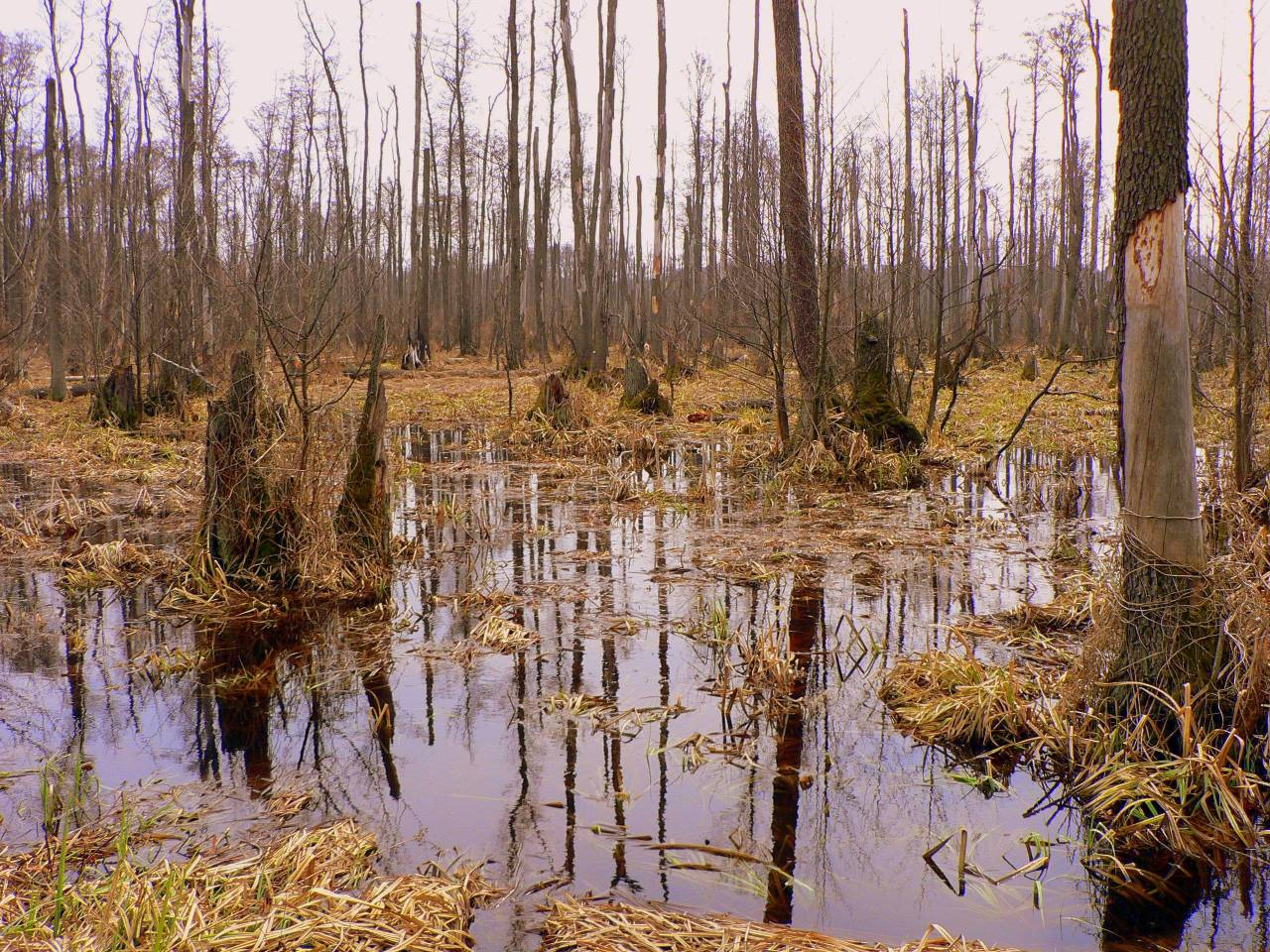
Bagna w kwietniu

- Czerwińskie Góry (dwa osobne płaty)
- Debły
- Granica
- Kaliszki
- Kalisko
- Karpaty
- Krzywa Góra
- Nart
- Pożary
- Przyćmień
- Roztoka
- Rybitew
- Sieraków
- Wilków
- Zaborów Leśny
- Zamczysko
- Żurawiowe

Eksklawę Kampinoskiego Parku Narodowego stanowi objęty ochroną czynną rezerwat przyrody Ruska Kępa, który bezpośrednio graniczy z Wisłą.

## Szlaki turystyczne

### Szlaki piesze
- Szlaki główne:

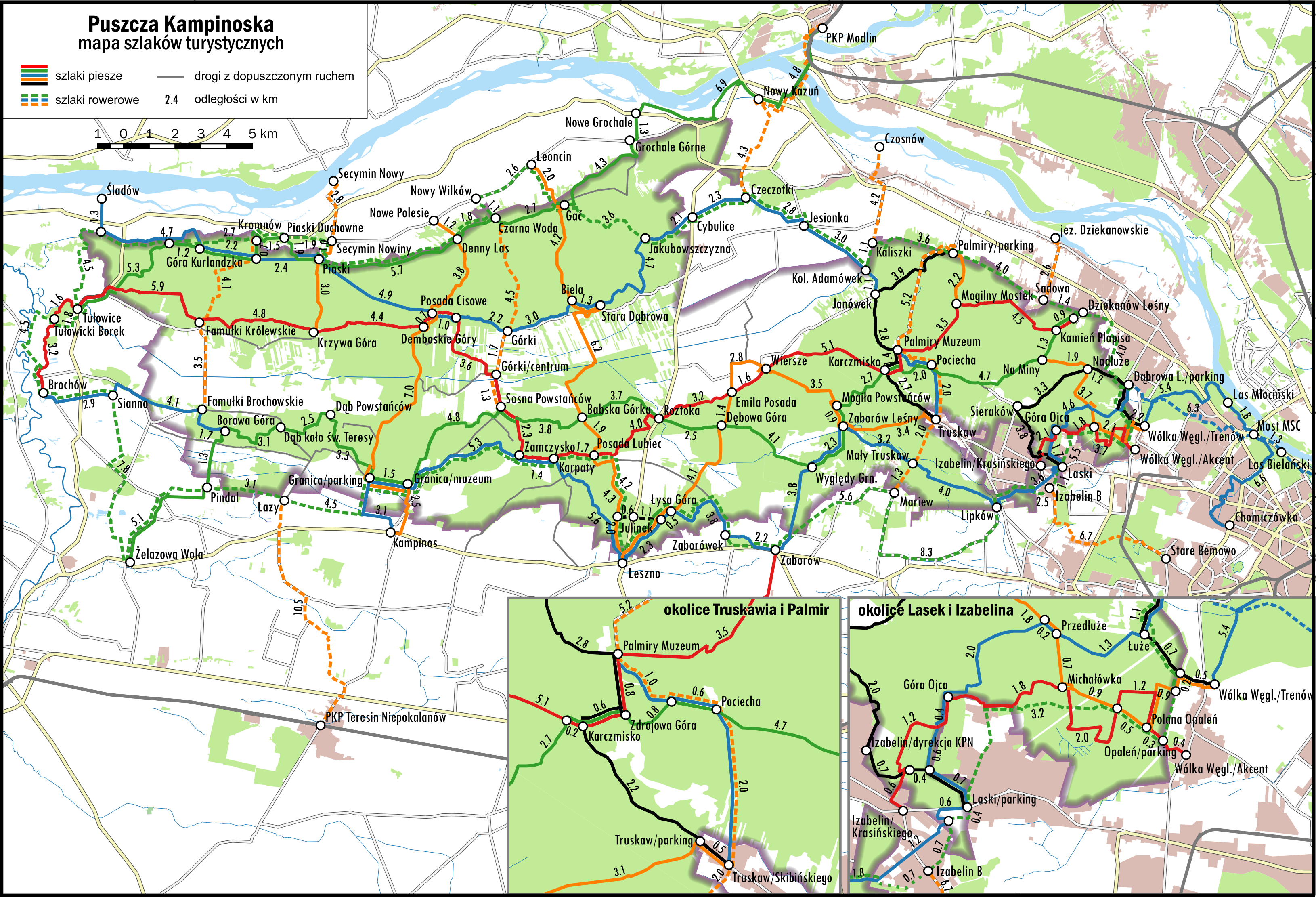
Szlaki turystyczne w Kampinoskim Parku Narodowym

  -  Główny Szlak Puszczy Kampinoskiej (Dziekanów Leśny – Wiersze – Brochów) 55,8 km
  -  Północny Szlak Leśny im. Teofila Lenartowicza (Śladów – Piaski Królewskie – Janówek) 39,6 km
  -  Południowy Szlak Leśny (Dziekanów Leśny – Granica – Żelazowa Wola) 56,1 km
  -  Południowy Szlak Krawędziowy (Kampinos – Granica – Leszno – Dąbrowa Leśna) 49,8 km
  -  Północny Szlak Krawędziowy (Tułowice – Grochale Nowe – Modlin) 41,0 km
  -  Szlak im. Powstańców Warszawskich (Leszno – Wiersze – Truskaw) 19,5 km
  -  Szlak im. Aleksandra Janowskiego (Leoncin – Stara Dąbrowa – Leszno) 21 km
  -  Szlak im. Zygmunta Padlewskiego (Kampinos – Granica – Nowe Polesie) 16,3 km
- Szlaki łącznikowe:
  -  Szlak im. Stefana Żeromskiego (Wólka Węglowa – Uroczysko Na Miny) 7,3 km
  -  Podwarszawski Szlak Pamięci (Laski – Wólka Węglowa) 11,7 km
  -  Szlak Przechadzkowy (Izabelin – Wólka Węglowa) 7,3 km
  -  Szlak im. Antoniego Trębickiego (Palmiry – Mogilny Mostek) 2,6 km
  -  Szlak im. Kazimierza W. Wójcickiego (Truskaw – Palmiry) 11,5 km
  -  Palmirski Szlak Łącznikowy (Cmentarz Palmiry – Truskaw) 3,5 km
  -  Szlak Borowy (Nowiny – Krzywa Góra) 4 km
  -  Brochowski Szlak Łącznikowy (Brochów – Borowa Góra) 8,3 km

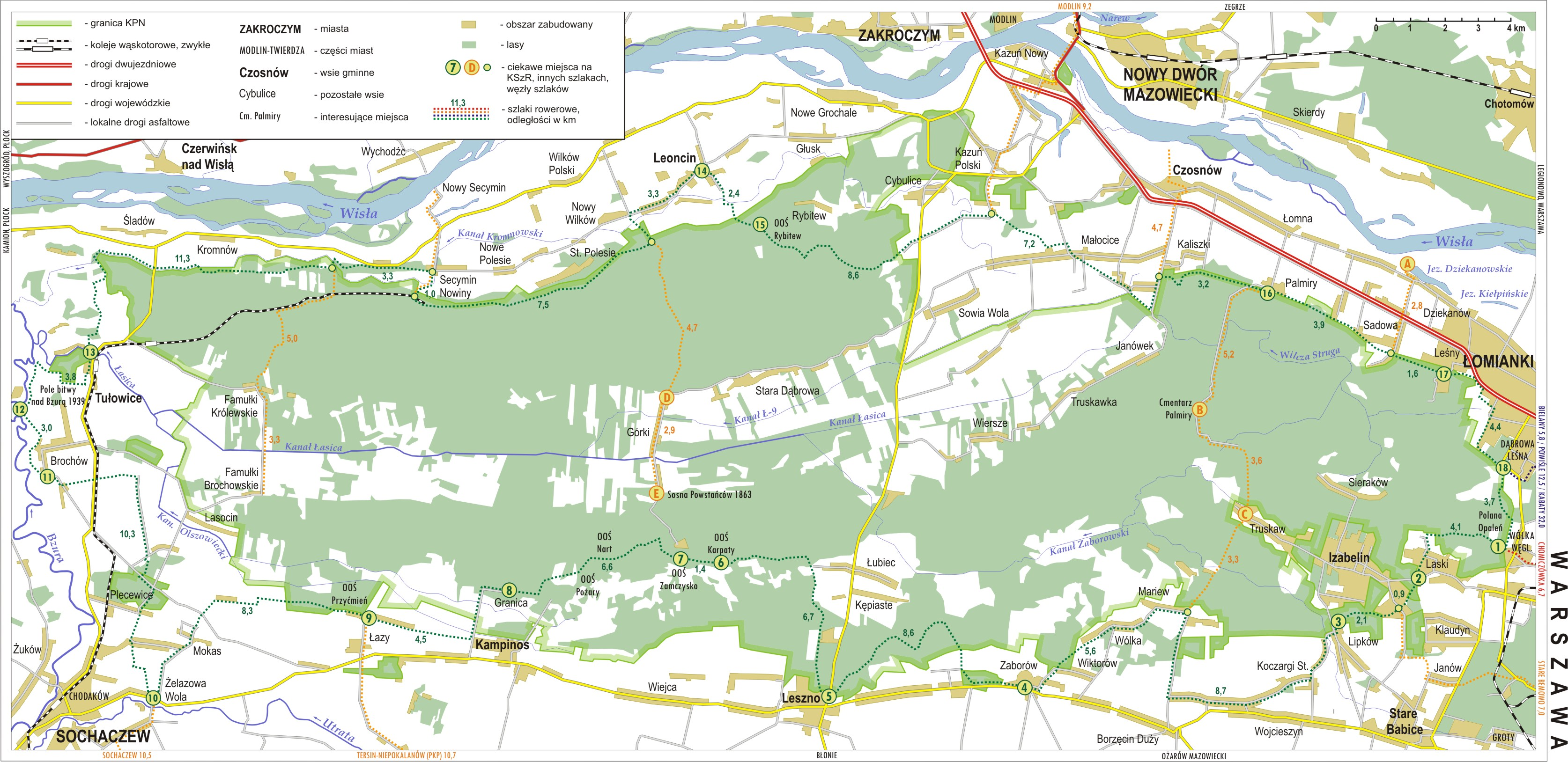
Mapa KSzR

### Szlaki rowerowe
- Szlak główny
  -  Kampinoski Szlak Rowerowy (wokół KPN) 144,5 km
- Szlaki łącznikowe:
  -  (z Niepokalanowa, Sochaczewa, Secymina, Modlina, Czosnowa, Dziekanowa i Starego Bemowa)
  -  (z Powsina przez Powiśle).
  -  (z Chomiczówki).

## Ścieżki dydaktyczne
Na terenie Parku wyznaczono 10 ścieżek dydaktycznych. Są one oznaczone białym kwadratem z zieloną przekątną .
- „Do Karczmiska”
- „Do leśnego ogródka botanicznego”
- „Do lipkowskiej wody”
- „Do starego dębu”
- „Dolinką Roztoki”
- „Przez Wilczą Górę”
- „Skrajem Puszczy”
- „Wokół Bieli”
- „Wokół Opalenia”
- „Wokół Palmir”

## Plany powiększenia
Istnieją plany poszerzenia granic parku narodowego o około 462 hektary – przeważnie bagiennych i cennych przyrodniczo – terenów przyległych do jego obecnych zachodnio-południowych granic.